# Francisco González Ramos
Francisco González Ramos (ur. 17 sierpnia 1958 w Pueblo Nuevo) – meksykański duchowny rzymskokatolicki, biskup Izcalli od 2014.

## Życiorys
Święcenia kapłańskie otrzymał 18 lipca 1982 i został inkardynowany do archidiecezji León. Pracował głównie w archidiecezjalnych seminariach jako prefekt i wykładowca. W 2004 został prezbiterem nowo powstałej diecezji Irapuato i został mianowany rektorem tamtejszego seminarium.
9 czerwca 2014 papież Franciszek mianował go biskupem diecezjalnym diecezji Izcalli. Sakry biskupiej udzielił mu 22 sierpnia 2014 ordynariusz Irapuato - biskup José de Jesús Martínez Zepeda.